# Индустриална собственост
Индустриална собственост (на английски: Industrial property) е вид интелектуална собственост, в която основни обекти на закрила са изобретенията и полезните модели, марките и географските означения, промишленият дизайн, както и новите сортове растения, породите животни, топологиите на интегрални схеми, фирмените наименования и други. Изразът „индустриална собственост“ се разбира в най-широк смисъл и се прилага не само към индустрията и търговията, но и към индустриите от областта на селското стопанство, изкопаемите, и към всички фабрични или естествени продукти, например: вина, зърнени храни, тютюневи листа, плодове, животни, минерали, минерални води, бирени напитки, цветя, брашна.

Според Патентното ведомство на Република България
| „ | Да притежавате индустриална собственост означава да притежавате правата върху нематериалните блага, които сте създали или сте получили, да извличате печалба от тях и да контролирате начина на използването им. | “ |

Обектите на индустриална собственост са изброени в чл.1 от Парижката конвенция за закрила на индустриалната собственост, към която Република България се е присъединила още през 1921 г.